# Базиліка Святого Михаїла (Мадрид)
Базиліка Святого Михаїла (ісп. Basílica Pontificia de San Miguel) — пам'ятка зрілого стилю бароко в іспанській столиці Мадрид.
Ця католицька церква має статус малої базиліки. Оскільки вона безпосередньо підпорядковується Папі Римському, то відноситься до папських базилік.
Будівництво почалося у 1739 році на місці парафіяльної церкви святих Юстуса і Пастора. Будівництво було завершено в 1745 році.
На фасаді зображено алегоричні статуї Любові, Віри, Надії і Сили роботи скульпторів Роберто Мішеля і Ніколаса Карісана. Карісан на фасаді зобразив страждання ранньохристиянських мучеників Юстуса і Пастора. Бартоломео Руска 1745-го прикрасив купол фресковим живописом.
Італійський композитор Луїджі Боккеріні, який помер у Мадриді, був похований у цій церкві. У 1927 Беніто Муссоліні наказав перевезти його останки до церкви Сан-Франческо в місті Лукка.